# Delphine Rollin
Pour les articles homonymes, voir Rollin.
Delphine Rollin, née en octobre 1978 à Carpentras, est une actrice française.

## Biographie
Delphine Rollin fait ses premiers pas au cinéma dès 1996 (Le ciel est à nous), mais c'est en 2002 dans Une employée modèle de Jacques Otmezguine aux côtés de François Berléand et François Morel, qu'elle se fait remarquer : elle est pré-sélectionnée dans la catégorie Espoir des Césars (2003). Elle joue aussi dans des téléfilms, notamment dans Un paradis pour deux (2002) de Pierre Sisser et Le Choix de Myriam (2009) de Malik Chibane et également dans des séries télévisées.
En 2014, elle participe à la série RIS police scientifique, pour la dernière saison, dans le rôle du commandant Lucie Ballack qui devient le chef du groupe RIS.  À partir de 2018, elle participe à la série Plus belle la vie avec le rôle de Delphine, l'ex-épouse de Clément Bommel.
Delphine Rollin joue aussi au théâtre dans la pièce Le Tombeur, aux côtés de Michel Leeb, Guy Lecluyse, dans une mise en scène de Jean-Luc Moreau (2016).
Elle a également fait des apparitions dans des clips musicaux en 1999 – Hors saison de Francis Cabrel et Peace and Tranquility to Earth de Roudoudou – ainsi que dans des publicités françaises.

## Filmographie

### Cinéma
- 1996 : Le ciel est à nous de Graham Guit – Petula
- 1998 : Émotion (court métrage) de Jean-Lou Hubert  –
- 1999 : Les Pastilles (court métrage) de Manfred Beger – Ehefrau
- 2002: Un paradis pour deux de Sisser je
- 2002 : Bois ta Suze (moyen métrage) de Thibault Staib –
- 2002 : Le Chignon d'Olga de Jérôme Bonnell – Olga, la libraire
- 2003 : Une employée modèle de Jacques Otmezguine – Florence
- 2005 : Trois couples en quête d'orages de Jacques Otmezguine – Stéphanie
- 2007 : Le Vol du Pelikian (court-métrage) de Fabrice Sebille – Sylvie Ripolin
- 2008 : C'est la faute à Élise et Valère (court métrage) de Sylvia Marcov
- 2008 : Mangoustan  (court métrage) de Pauline Devy –
- 2013 : Blanche-Nuit de Fabrice Sebille – Blanche Ripolin
- 2013 : Les Yeux jaunes du crocodile de Cécile Telerman – L'attachée de presse
- 2014 : SMS de Gabriel Julien-Laferrière – Maître Bolinger
- 2015 : Dénégation (court métrage) de Fabrice Briseux – Caroline Fortier
- 2016 : Le Cantique  (moyen métrage) de Marlène Goulard –
- 2016 : Élisabeth s'en va en guerre (court métrage) de Marie-Hélène Mille

### Télévision
- 1998 : Nestor Burma (série télévisée, saison 6, épisode 4 N'appelez pas la police) – Laura Da Silva
- 1999 : Vertiges (série télévisée, épisode De plein fouet) de Laurent Carcélès) – Alice
- 2001 : Navarro (série télévisée) (Épisode 2 Saison 13 : « Une fille en flamme ») – Johanna
- 2001 : Mathieu Corot (série télévisée, épisode 4 L'Inconnue du canal) – Sophie / Camille / Inès
- 2001 : Rastignac ou les Ambitieux (mini-série, saison 1, épisode 3 et 4) – Elvire
- 2001 : Mes pires potes (série télévisée, épisode 6) – Claudine
- 2002 : Un paradis pour deux (téléfilm) – Estelle Berger
- 2002 : Brigade spéciale (série télévisée, saison 1, épisode 4 Enfance volée) – Capitaine Claire Fabre
- 2002 : La Deuxième Vérité (téléfilm) – Isabelle Gastin
- 2003 : Avocats et Associés (série télévisée, saison 9, épisodes 2 Double jeu et 4, La Mort en douce) – L'ex-femme de Nicolas
- 2003 : Vertiges (série télévisée, épisode Liaison coupable) – Myriam Pessac
- 2003 : Docteur Claire Bellac (série télévisée, épisode, Seconde chance) – Joëlle Merier
- 2004 : La Nuit du meurtre (téléfilm) – Nathalie Castellane
- 2004 : Juliette Lesage, médecine pour tous (série télévisée, épisode Le P'tit) – Magalie
- 2004 : B.R.I.G.A.D. (série télévisée, saison 2, épisode 2 Noces rouges) – Hélène Roquefeuille
- 2005 : Trois femmes flics (téléfilm) – Justine
- 2005 : Le Temps meurtrier (téléfilm) – Jeanne Roussille
- 2005 : Les Enquêtes d'Éloïse Rome (série télévisée, saison 4, épisode 1 Les Jeux de l'enfer) – Roxane
- 2006 : Monsieur Molina (série télévisée, saison 1, épisode 2 Témoin à domicile ») – Katia
- 2006 : Alice et Charlie (série télévisée, saison 1, épisode 2 Témoin à domicile) – Commandant Rivière
- 2007 : Sauveur Giordano (série télévisée, épisode Le petit témoin) – Mme Daillancourt
- 2007 : Suspectes (mini-série) (Saison 1) – Cécile Grivel
- 2007 : La légende des trois clefs (mini-série, saison 1) – Maître Delphine Nevers
- 2008 : Le sanglot des anges (série télévisée, saison 1) – Juliette
- 2008 : RIS police scientifique (série télévisée, saison 3, épisode 4 Meurtres aveugles) – Valérie Marchal
- 2008 : Femmes de loi (série télévisée, saison 8, épisode 5 Soirée privée) – Isis
- 2009 : Le Choix de Myriam (téléfilm) – Cécile
- 2009 : Jusqu'à l'enfer (téléfilm) – Christine Andrieu
- 2009 : Profilage (série télévisée, saison 1, épisode 6 Derrière le masque) – Catherine Delage
- 2009 : Commissaire Magellan (série télévisée, saison 1, épisode 7 La Miss aux deux visages) – France
- 2009 : Famille d'accueil (série télévisée, saison 8, épisode 10 Ma mère à moi) – Alexandra
- 2009 : Adresse inconnue (série télévisée, saison 2, épisode 1 In extremis) – Élisabeth Pellettier
- 2010 : Camping Paradis (série télévisée, saison 2, épisode 1, Magique Camping) – Laura
- 2010 : Alice Nevers, le juge est une femme (série télévisée, saison 8, épisode Risque majeur) – Marianne Hessel
- 2010 : Section de recherches (série télévisée, saison 5, épisode 11  Cœur de pierre) – Sandrine
- 2010 : Vieilles Canailles (téléfilm) – Alice
- 2011 : Les Invincibles (série télévisée, saison 2) – Jeanne
- 2011 : Affaires étrangères (série télévisée, saison 1, épisode 3 Cambodge) – Anne-Charlotte de la Révendiaire
- 2011 : Rani (mini-série) (saison 1, épisode 2, Brigande ) – Marja
- 2012 : Lignes de vie (série télévisée, 45 épisodes) – Justine
- 2012 : Caïn (série télévisée, saison 1 épisode 5 Confusions) – Irène Rousseau
- 2013 : L'Attaque (série télévisée, saison 1, épisodes 1-3) – Pauline Varin
- 2014 : Joséphine, ange gardien (série télévisée, saison 14, épisode 7 Double foyer) – Julie
- 2014 : RIS police scientifique (série télévisée, saison 9) – Commandant Lucie Ballack, chef du groupe RIS
- 2014 : Détectives (série télévisée, saison 2, épisode 5 Saccage – Raphaëlle Weissburgmeister
- 2015 : La Face de Marc Rivière
- 2018 : Les bracelets rouges de Nicolas Cuche
- 2018 - 2022 : Plus belle la vie – Delphine Bommel
- 2018 : Commissaire Magellan (série télévisée, saison 10, épisode 31 : Mise en bière) – Hélène Malberg
- 2020 : Prière d'enquêter de Laurence Katrian – Anne
- 2024 : Meurtres à Meaux d'Adeline Darraux - Béatrice Bellon
- 2024 : Ici tout commence : Gloria, la mère de Mattéo

## Théâtre
- 2006 : Jour de neige, mise en scène de Philippe Lellouche
- 2016 : Le Tombeur, mise en scène de Jean-Luc Moreau